# Szczawin Mały
Szczawin Mały est une localité polonaise de la gmina et du powiat de Zgierz en voïvodie de Łódź.